# 2009 in de Filipijnen
Dit artikel geeft een overzicht van de belangrijkste gebeurtenissen die in het jaar 2009 in de Filipijnen hebben plaatsgevonden.

## Belangrijke posten
- President - Gloria Macapagal-Arroyo
- Vicepresident - Noli de Castro
- Senaatspresident - Juan Ponce Enrile
- Voorzitter van het Filipijnse Huis van Afgevaardigden - Prospero Nograles
- Opperrechter van het Filipijns hooggerechtshof - Reynato Puno

## Gebeurtenissen

### Januari
- 5 - De zoon van Landbouw-minister Nasser Pangandaman en vier anderen worden aangeklaagd in verband met de molestatie van Delfin dela Paz en zijn 14-jarige zoon onder de ogen van Pangandaman.[1]
- 10 - Grote delen van Zuid-Mindanao zitten zonder stroom nadat explosies belangrijke elektriciteitsleidingen in Lanao del Norte vernielen. De explosies zouden veroorzaakt zijn door het Moro Islamic Liberation Front.
- 15 - Op het eiland Jolo worden drie medewerkers van het Rode Kruis ontvoerd door de islamitische terreurgroep Abu Sayyaf. De drie zijn een Filipijnse, een Zwitser en een Italiaan.
- 29 - Zeker elf personen vinden de dood als een vuurwerkfabriek ontploft in Trece Martires (Cavite).

### Februari
- 13 - In Lamitan City wordt een inwoner van Sri Lanka, gegijzeld door Abu Sayyaf. De man is lid van een internationale vredesbeweging.
- 23 - radiojournalist Ernie Rollin wordt in Oroquieta City vermoord.

### Maart
- 1 - Op een boerderij in Pandi in de provincie Bulacan wordt begonnen met het ruimen van 6000 varkens, nadat het besmettelijke Ebolo-Reston virus is geconstateerd.[2]
- 6 - In ondiepe wateren in het oosten van de Filipijnen ontdekken vissers een pasgeboren walvishaai. Daarmee is mogelijk de eerste broedplaats van walvishaaien ooit ontdekt. De baby walvishaai werd gevonden voor de kust van Pilar, vlak bij Donsol, dat bekendstaat om de daar veel voorkomende walvishaaien.[3]
- 9 - Bij een brand in een krottenwijk in Manilla raken 2000 mensen dakloos[4]
- 28 - Bij een frontale botsing tussen een busje en een vrachtwagen in Naga vlak bij Cebu City dertien mensen om het leven en raken vier mensen zwaargewond.
- 28 - Bij gevechten in de provincie Maguindanao komen 20 Moslim separatisten en 8 mariniers om het leven.

### April
- 1 - De Filipijnse Rode Kruis-medewerkster die op 15 januari werd ontvoerd door Abu Sayyaf wordt vrijgelaten. Haar Zwitserse en Italiaanse collega's worden nog vastgehouden. Volgens de regering is er geen losgeld betaald.
- 2 - De Nederlandse justitie ziet af van vervolging van Jose Maria Sison voor zijn vermeende betrokkenheid bij twee moorden in 2003 en 2004.
- 2 - Een klein privévliegtuigje met 7 mensen aan boord raakt vermist tijdens een vlucht van Tuguegarao City naar Maconacon in de provincie Isabela. Het vliegtuig is vermoedelijk verongelukt.
- 3 - Bij een bomaanslag voor een restaurant op Basilan komen 2 voorbijgangers om het leven en raken acht anderen gewond.[5]
- 7 - Bij een explosie in een fabriek in Santa Maria, zo'n 50 kilometer ten noorden van Manilla, komen 13 arbeiders om het leven.[6]
- 7 - Bij een crash van een presidentiële helikopter in een dichte begroeid deel van Kabayan in de provincie Benguet komen minstens alle acht inzittenden om het leven. De Bell 412 vervoerde vijf stafmedewerkers van de president naar Ifugao ter voorbereiding van een gepland presidentieel bezoek[7][8]
- 26 - In Manilla wordt een vijfling levend geboren. Het is volgens de doktoren de eerste levend geboren vijfling in de Filipijnen ooit. Zes dagen later overleed een van de vijf baby's.[9][10]

### Mei
- 5 - De eerste tyfoon van het jaar die de afgelopen dagen over Bicol Region raasde komen minsten 25 mensen om het leven. De meeste slachtoffers vallen bij een aardverschuiving die Barangay Hubo in Magallanes bijna compleet verwoest. Als gevolg van de tyfoon zijn ruim 236.000 mensen in de vijf oostelijke provincies van Bicol geëvacueerd.[11]
- 8 - Bij de volgende tyfoon genaamd Emong (internationale naam: Chan-hom) komen in Noord-Luzon zeker 30 mensen om het leven. De meeste doden vallen opnieuw bij aardverschuivingen.
- 18 - Bij een aardverschuiving in Pantukan in de provincie Compostela Valley worden komen minstens 26 arbeiders van een nabijgelegen goudmijn om het leven. Er worden nog 19 mensen vermist.
- 21 - De Filipijnen rapporteren hun eerste geval van de Mexicaanse griep. Het betreft een 10-jarig Amerikaans meisje, dat een dag na aankomst symptomen begon te vertonen.
- 24 - Een grote outrigger-veerboot tussen Batangas City en Puerto Galera op Mindoro kapseist en 12 inzittenden komen om het leven.

### Augustus
- 12 - Bij langdurige gevechten tussen het Filipijnse leger en rebellen van Abu Sayyaf op het eiland Basilan komen 23 soldaten en 21 rebellen om het leven.[12]

### September
- 6 - De veerboot Superferry 9, onderweg van General Santos City op Mindanao naar Iloilo City op Panay, zinkt voor de kust van Zamboanga City. Van de 968 mensen aan boord komen er ten minste 9 om het leven.
- 9 - Benigno Aquino III kondigt precies 40 dagen na de dood van zijn moeder aan, in 2010 mee te zullen doen aan de presidentsverkiezingen.

### November
- 23 - In Ampatuan, Maguindanao wordt een groep 57 mensen vermoord toen zij onderweg waren om de registratie van Ismael Mangudadatu als kandidaat voor het gouverneurschap van de provincie Maguindanao bij de verkiezingen van 2010 bij te wonen. De groep bestond uit familieleden en aanhangers van Mangudadatu en een groep journalisten en enkele omstanders. Volgens de Filipijnse autoriteiten is de massamoord gepleegd door een militie onder leiding van Andal Ampatuan jr., de tegenkandidaat van Mangudadatu in de strijd om het gouverneurschap.

## Overleden
- 6 januari - Victor Sumulong (62), burgemeester van Antipolo en voormalig afgevaardigde
- 10 januari - Annabel Bosch (32), zangeres in rockbands als Elektrikcoolaid and Tropical Depression
- 11 januari - Edilberto Alegre (70), culinair journalist en columnist
- 13 januari - Mary Ejercito (103), moeder van president Joseph Estrada
- 5 februari - Roberto Gonzales (66), acteur
- 10 februari - Berting Labra (75), filmacteur;
- 12 februari - Cris Daluz (73), acteur;
- 6 maart - Francis Magalona (44), rapper en acteur;
- 15 maart - Miguel Bernad (91), criticus en columnist;
- 16 maart - Roland Dantes, acteur en vechtsporter;
- 18 maart - Pocholo Ramirez (75), autocoureur en tv-presentator;
- 21 maart - Genoveva Matute (94), schrijver en meervoudig winnaar Palanca;[13]
- 23 maart - Manuel del Rosario (93), voormalig bisschop van Malolos;
- 24 maart - Figurado Otaza Plaza sr., burgemeester Butuan City;
- 4 april - Nelly Sindayen (59), journaliste;
- 7 april - Leo Prieto (88), sportbestuurder en basketbalcoach;
- 9 april - Noel Cabrera (64), diplomaat en journalist;
- 11 april - Tita Muñoz (80 of 81), actrice;
- 27 april - Paraluman (85), actrice;
- 28 april - Lota Delgado (87), actrice;
- 16 mei - Prospero S. Amatong (77), politicus;
- 28 mei - Manuel Collantes (91), minister van buitenlandse zaken en afgevaardigde;
- 2 juni - Vitaliano Agan (74), politicus;
- 13 juni - Douglas Quijano (69), filmtalent manager en filmproducer;
- 18 juni - Manuel Paradela (80), advocaat en radiopresentator;
- 23 juni - Julius Fortuna (61), journalist en studentenleider;
- 2 juli - Susan Fernandez (52), zangeres en activiste;
- 5 juli - Godofredo Reyes (90), politicus en Ilocano schrijver;
- 28 juli - Emilio Gancayco (87), rechter Filipijns hooggerechtshof;
- 1 augustus - Corazon Aquino (76), president van de Filipijnen;
- 24 augustus - Eduardo Roquero (59), burgemeester San Jose del Monte City en voormalig afgevaardigde;
- 31 augustus - Eraño G. Manalo (84), leider Iglesia Ni Cristo;
- 15 september - Espiridion Laxa (79), filmproducent;
- 16 september - Sotero H. Laurel (90), senator;
- 10 oktober - Rodrigo del Rosario (92), olympisch gewichtheffer;
- 19 november - Johnny Delgado (61), acteur;
- 21 november - Bernard Bonnin (70), acteur.